# Církevní soud
Církevní soud je v katolické církvi instituce určená k projednávání a rozhodování sporů ve věcech upravených kanonickým právem. V praxi se církevní soudy zabývají nejčastěji manželskými záležitostmi.
Církevní soudy existují i v jiných církvích – například v anglikánské církvi či v některých pravoslavných a protestantských církvích (např. v Evangelické církvi augsburského vyznání na Slovensku).

## Organizace katolického církevního soudnictví
Církevní soudnictví je většinou třístupňové. Rozhodnutí soudu prvního stupně, došlo-li jím k vyslovení neplatnosti manželství, musí vždy potvrdit soud druhého stupně; rozhodne-li soud druhého stupně jinak než soud prvního stupně, vydá konečné rozhodnutí soud třetího stupně. V řízení vystupují:
- senát složený ze tří (případně pěti) soudců v čele se soudním vikářem (oficiálem) nebo jeho zástupcem (viceoficiálem), popřípadě samosoudce určený soudním vikářem (oficiálem)
- notář – vede soudní protokol
- žalobce a žalovaný, ti si mohou zvolit advokáta (zpravidla z řad advokátů působících u dotyčného soudu) nebo jiného zástupce

V některých řízeních vystupuje také:
- ochránce spravedlnosti (prokurátor) – veřejný žalobce v trestních věcech a některých dalších případech
- obhájce svazku – ve sporech o platnost manželství či svěcení

Jedna osoba může působit jako ochránce spravedlnosti (prokurátor) i obhájce svazku, nikoli však ve stejné věci.
Soudního vikáře (oficiála), jeho zástupce (viceoficiála) i ostatní soudce, jakož i notáře, ochránce spravedlnosti (prokurátory), obhájce svazku a advokáty ustanovuje do jejich funkcí u příslušného církevního soudu místní ordinář. K zastupování strany u církevního soudu jinou osobou než některým z advokátů ustanovených u dotyčného soudu se vyžaduje souhlas místního ordináře.

### Církevní soudy prvního stupně v České republice
- Metropolitní církevní soud Praha (od 1. července 2009) – soud prvního stupně pro pražskou arcidiecézi a českobudějovickou diecézi
- Diecézní církevní soud diecéze královéhradecké (od 1. července 2009) – soud prvního stupně pro diecézi královéhradeckou
- Diecézní církevní soud Plzeň (od 1. července 2009) – soud prvního stupně pro diecézi plzeňskou
- Interdiecézní soud Olomouc – soud prvního stupně pro olomouckou arcidiecézi a ostravsko-opavskou diecézi
- Diecézní církevní soud Brno (od 1. ledna 1857) – soud prvního stupně pro diecéze brněnskou
- Diecézní soud litoměřické diecéze (od 1. ledna 2015) soud prvního stupně pro litoměřickou diecézi

Od roku 1982 do 30. června 2009 existoval Interdiecézní církevní soud České církevní provincie, který byl soudem prvního stupně pro pražskou arcidiecézi i všechny ostatní diecéze České církevní provincie.
Záležitosti řeckokatolíků řeší na základě rozhodnutí z roku 1996 místně příslušný soud římskokatolické diecéze.

### Církevní soudy druhého stupně v České republice
- Metropolitní církevní soud Praha – soud druhého stupně ve věcech řešených v prvním stupni Interdiecézním církevním soudem Olomouc a od 1. července 2011 rovněž řešených v prvním stupni Diecézním církevním soudem Hradec Králové a Diecézním církevním soudem Plzeň
- Interdiecézní církevní soud Olomouc – soud druhého stupně ve věcech řešených v prvním stupni Metropolitním církevním soudem Praha a Diecézním církevním soudem Brno a do 30. června 2011 rovněž řešených v prvním stupni Diecézním církevním soudem Hradec Králové a Diecézním církevním soudem Plzeň

### Církevní soudy třetího stupně
- Tribunál Římské roty v Římě
- teritoriální soudy třetí instance pro některá území (takový soud existoval od ledna 1950 do října 1990 v Olomouci pro celé území tehdejšího Československa)